# Antílop blau
L'antílop blau (Hippotragus leucophaeus) és una espècie extinta d'antílop, el primer gran mamífer africà en extingir-se en temps històrics. Estava relacionat amb l'antílop equí i l'antílop sabre, però una mica més petit. Vivia a la regió costanera sud-occidental de la sabana de Sud-àfrica, però durant l'últim període glacial tenia una major difusió. Probablement era un menjador selectiu, preferint l'herba d'alta qualitat.